# Île des Morts (Finistère)
Pour les articles homonymes, voir Île des morts.
L'Île des Morts est située dans la baie de Roscanvel, au sud-ouest de la rade de Brest, entre Roscanvel et l'île Longue. À 300 mètres à l'est-nord-est se trouve l'île Trébéron.

## Historique

### XVIIIesiècle
À la fin du XVIIe siècle, l'activité maritime de Brest s'intensifie, ce qui engendre des problèmes d'épidémies. L'île de Trébéron est alors désignée comme zone de quarantaine. Les navires contagieux sont alors dirigés vers l'île.
Au XVIIIe siècle, un lazaret y est construit et l'île est aménagée (plantation d'arbres) au fil des ans. L'Île des Morts, elle, devient le cimetière pour les hommes qui n'ont pas réussi à survivre au lazaret de l'île voisine de Trébéron et elle sert de sépulture jusqu'en 1808.

### XIXesiècle
Durant le XVIIIe siècle, l'approvisionnement en poudre de l'arsenal de Brest se faisait depuis la poudrerie de Pont-de-Buis. Transportée par bateau, la poudre faisait une dernière escale sur l'île d'Arun, à l'embouchure de l'Aulne.

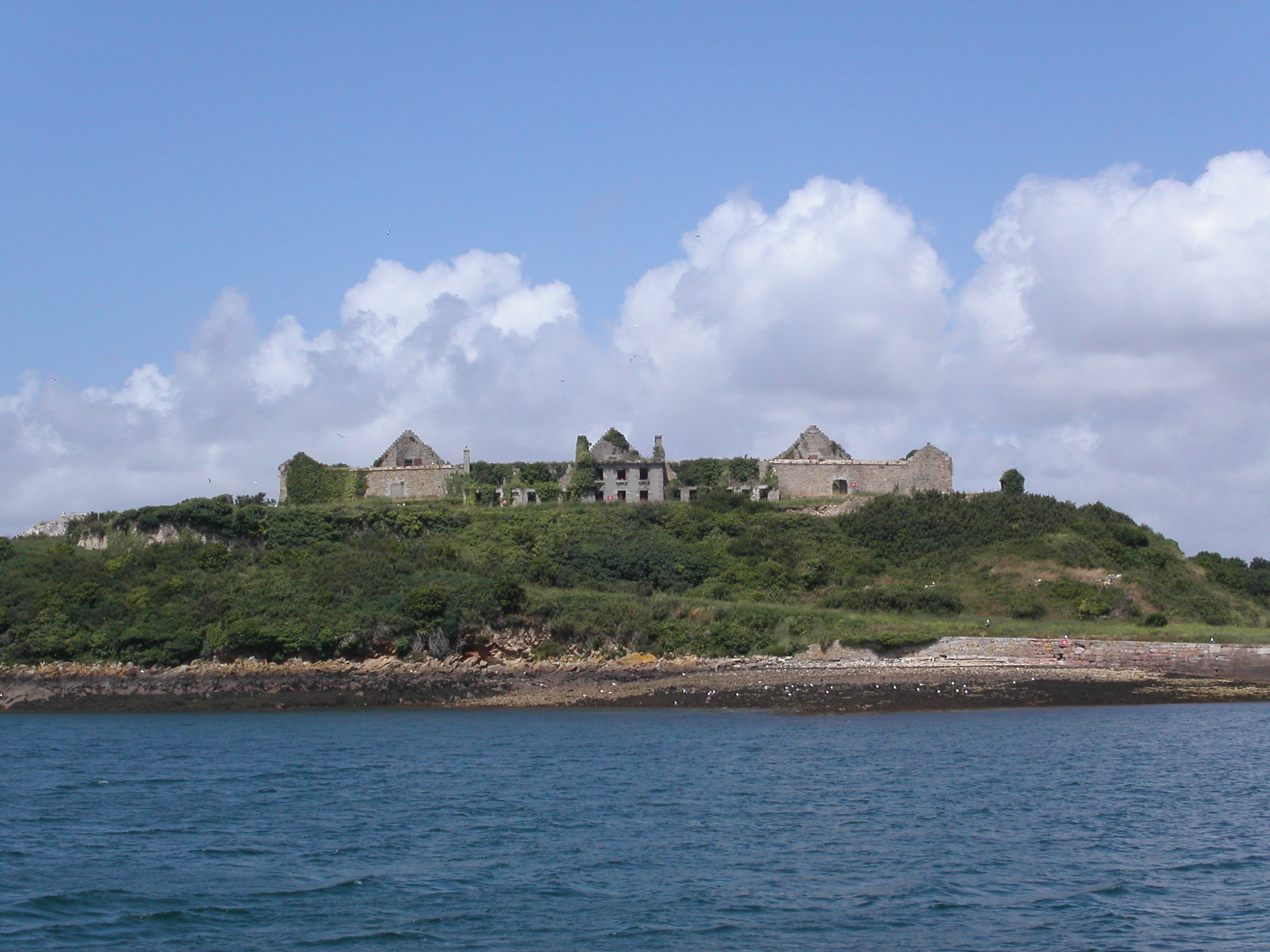
Les bâtiments en ruine de l'ancienne poudrerie

Le magasin à poudre de l'île d'Arun présentait plusieurs inconvénients : exiguë, éloignée de l'Arsenal, elle ne pouvait convenir au contexte des guerres napoléoniennes.
En 1808, Jean-Nicolas Trouille, directeur des Travaux Maritimes, décide l'aménagement de l'Île des Morts en magasins à poudre.
Les travaux de déroctage, effectués par les forçats du bagne de Brest, permettent de niveler un plateau accueillant trois magasins à poudre, bâtiments de 45 mètres de long sur 12 de large, sur deux niveaux, où, pour éviter toute explosion, l'utilisation du métal est proscrite.
En complément à ces bâtiments, sont bâtis un môle (qui s'élance vers l'île Trébéron), plusieurs cales de débarquement et une longère servant de casernement pour les troupes responsables du lieu.
Cette description de l'Île des Morts date de 1895 :

« L'Île, malgré sa faible étendue, renferme en effet quelques habitants. C'est un dépôt de poudre pour la marine, où les gargousses et les monstrueux projectiles modernes remplacent les tonneaux à poudre primitifs pour lesquels, en 1808, on construisit d'immenses magasins. L'adjudant-gardien, sa femme et ses enfants, un pompier et sa famille, quelques hommes de garde habitent sur ce rocher. En tout 16 habitants, 20 lorsque le poste est au complet. L'adjudant m'a fait parcourir l'étroit domaine. Un plateau rocheux, où croît une herbe savoureuse, nourrit quelques chèvres et moutons, même quelques moutons nains d'Ouessant qui, par leur taille, jouent ici le rôle des lapins de choux à la campagne ; lorsque les provisions manquent, on égorge une de ces petites bêtes et l'on a des provisions pour deux ou trois jours. Dans les parties les plus abritées, on a patiemment établi des jardins où des cerisiers et de la vigne prospèrent. Sur les rochers une mince couche d'herbes, la fougère et l'ajonc mettent un peu de verdure autour des constructions jalousement closes de la poudrière. »

### XXesiècle
En 1868, avec l'arrivée du chemin de fer à Brest, la Marine décide la construction d'un nouveau magasin à poudre (pyrotechnie Saint-Nicolas), à Guipavas. L'Île des Morts reste toutefois utilisée pendant les deux guerres mondiales, époque de laquelle datent les vestiges d'une voie ferrée « Decauville » sont encore présents.
Au début du XXe siècle, le lazaret est transformé en sanatorium. De nombreux marins et ouvriers de Brest y sont envoyés en cure. Durant la Première Guerre mondiale, l'île sert de centre de repos pour les soldats en convalescence.
En 1960, les installations sont déclassées. Quelques années plus tard, l'île entre dans le périmètre de protection érigé autour de l'Île Longue, et est interdite d'accès. Elle est devenue le refuge de nombreux oiseaux.

### Aujourd'hui
Interdite d'accès, l'île et les bâtiments, dont la qualité de réalisation a assuré la pérennité jusqu'à aujourd'hui, est entretenue au minimum, dans l'optique d'une éventuelle mise en valeur des vestiges. Par ailleurs, la faune y a pris ses aises, et régulièrement, des campagnes de dératisation doivent être menées.

### Webographie
- Poudrières de l'île des Morts (Inventaire général de Bretagne)